# La Femme trombone
Albums de Les Rita Mitsouko
Bestov
(2001) En concert avec l'Orchestre Lamoureux
(2004)
La Femme Trombone des Rita Mitsouko est le 6e album studio des Rita Mitsouko. Enregistré au Studio Six et distribué par Wagram Music, il est sorti le 10 septembre 2002 et sera réédité en édition cartonnée en 2007. Très rock avec des détours par l'électro, il s'agit du seul album des Rita Mitsouko entièrement composé de chansons en français, ainsi que le seul sur lequel il y ait des titres instrumentaux (Entrée et Interlude). L'album est réalisé avec Iso Diop, il faut également noter la participation du tromboniste Glenn Ferris et du guitariste Thomas Dutronc. L’album sera certifié disque d’or .

## Historique
La femme trombone est mixé en novembre et décembre 2001 au Studio Plus XXX à Paris. L'année 2002 s'avère chargée pour le groupe : dès janvier, ils apparaissent au théâtre des Champs-Élysées pour deux dates avec l'orchestre Lamoureux (collaboration enregistrée dans le cadre de l'album suivant). À cette occasion, le public entend pour la première fois Triton et Trop Bonne. De nouveaux morceaux seront dévoilés lors de quelques concerts au Trabendo et à l'Espace Cardin.
Enfin, alors que Fred et Catherine travaillent tous deux sur différents projets, l'album sort le 10 septembre. La pochette a été réalisée par Phil Frost. Trois singles sortiront : Triton, Sacha, et Tu me manques. Hiroyuki Nakano réalise un clip pour les deux premiers. Une tournée française a lieu en septembre et octobre.

### Réception
Dès sa sortie, l'album entre en cinquième place des meilleures ventes d'albums en France et restera classé jusqu'au mois de janvier suivant.
À RFI Musique qui y voit l'évocation du monde du music-hall et trouve « un franc réalisme des sentiments et des situations, une élégance réaffirmée de la forme » avec des « textes très écrits », le duo explique que les chansons ont été écrites très rapidement, après les musiques. Il s'agissait en fait de "concentrer l'énergie au lieu de la diluer comme dans l'album précédent, Cool Frénésie" ajoute Fred Chichin dans une interview de L'Express, journal qui qualifie le groupe de « Cool et électriques, modernes et lyriques » et estime que l'album « donne une ivresse à la chanson française, avec ses vocalises iconoclastes, sa pop électronique, ses musiques à danser et ses déhanchements lascifs ».

## Musiciens
- Catherine Ringer : chant, synthétiseurs, guitare, claviers, accordéon, flute, percussions.
- Fred Chichin : boite à rythme, guitare, samples, claviers.
- Iso Diop : orgue, basse, guitare, claviers, boite à rythme.

### Avec la participation de:
- Mark Kerr : batterie (5, 6, 9, 10, 11, 12, 13).
- Eklips : bruits et effets vocaux (5, 12).
- Glenn Ferris : trombone (5, 7).
- Fred Montabord : claviers (7).
- Thomas Dutronc : solos de guitare (2, 8).

## Liste des titres
| No  | Titre         | Auteur                                                        | Durée      |
| --- | ------------- | ------------------------------------------------------------- | ---------- |
| 1.  | Entrée        | Fred Chichin - Iso Diop                                       | 1 min 27 s |
| 2.  | Evasion       | Catherine Ringer / Fred Chichin                               | 3 min 06 s |
| 3.  | Vieux rodéo   | Catherine Ringer / Fred Chichin                               | 3 min 37 s |
| 4.  | Triton        | Catherine Ringer / Fred Chichin - Catherine Ringer - Iso Diop | 4 min 08 s |
| 5.  | Trop bonne    | Catherine Ringer / Fred Chichin - Catherine Ringer - Iso Diop | 4 min 05 s |
| 6.  | Tous mes vœux | Catherine Ringer / Fred Chichin - Iso Diop                    | 3 min 46 s |
| 7.  | Tu me manques | Catherine Ringer / Fred Chichin                               | 4 min 48 s |
| 8.  | J'applaudis   | Catherine Ringer / Fred Chichin                               | 3 min 31 s |
| 9.  | Melodica      | Catherine Ringer / Fred Chichin                               | 2 min 39 s |
| 10. | Interlude     | Fred Chichin - Iso Diop                                       | 1 min 26 s |
| 11. | Ce sale ton   | Catherine Ringer / Fred Chichin                               | 3 min 32 s |
| 12. | Sacha         | Catherine Ringer / Fred Chichin                               | 3 min 43 s |
| 13. | 1928          | Catherine Ringer / Fred Chichin                               | 3 min 36 s |